# Черепановский район
Черепа́новский райо́н — административно-территориальная единица (район) и муниципальное образование (муниципальный район) в Новосибирской области России.
Административный центр — город Черепаново.

## География
Район расположен на юго-востоке Новосибирской области. Граничит с Сузунским, Искитимским и Маслянинским районами Новосибирской области, а также Алтайским краем. Территория района по данным на 2008 год — 290,8 тыс. га, в том числе сельхозугодья — 170,7 тыс. га (58,7 % всей площади).

## История
Район образован в 1925 году в составе Новосибирского округа Сибирского края. В 1930 году Сибирский край был разделён на западную и восточную части, и район оказался в составе Западно-Сибирского края.
1 октября 1933 года был упразднён Бердский район, к Черепановскому району перешли из Бердского района сельсоветы Атамановский, Бородавкинский, Бурмистровский, Гуселетовский, Завьяловский, Искитимский, Мильтюшинский, Сосновский, Тулинский и Ульбинский полностью, и отдельное еление Шипуново со включением его в Искитимский сельсовет. В 1935 году был образован Искитимский район, и часть этих сельсоветов перешла в его состав.
В 1937 район был включен в состав новообразованной Новосибирской области.

## Население
| 2002    | 2009    | 2010    | 2011    | 2012    | 2013    | 2014    |
| ------- | ------- | ------- | ------- | ------- | ------- | ------- |
| 50 959  | ↘50 695 | ↘50 512 | ↘47 832 | ↘47 720 | ↘47 646 | ↗47 744 |
| 2015    | 2016    | 2017    | 2018    | 2019    | 2020    | 2021    |
| ↘47 694 | ↗47 710 | ↘47 574 | ↘47 551 | ↘47 120 | ↘46 304 | ↗49 409 |

### Урбанизация
В городских условиях (город Черепаново, рабочие посёлки Дорогино и Посевная) проживают 58,13 % населения района.

## Муниципально-территориальное устройство
В муниципальный район входят 14 муниципальных образований, в том числе 3 городских поселения и 11 сельских поселений.
| №        | Муниципальное образование    | Административный центр            | Количество населённых пунктов | Население (чел.) | Площадь (км²) |
| -------- | ---------------------------- | --------------------------------- | ----------------------------- | ---------------- | ------------- |
| 1e-06    | Городские поселения:         |                                   |                               |                  |               |
| 1        | город Черепаново             | город Черепаново                  | 1                             | ↗19 900          | 24,23         |
| 2        | рабочий посёлок Дорогино     | рабочий посёлок Дорогино          | 1                             | ↗4163            | 5,08          |
| 3        | рабочий посёлок Посевная     | рабочий посёлок Посевная          | 3                             | ↗5129            | 259,95        |
| 3.000002 | Сельские поселения:          |                                   |                               |                  |               |
| 4        | Безменовский сельсовет       | железнодорожная станция Безменово | 4                             | ↘2779            | 233,81        |
| 5        | Бочкарёвский сельсовет       | посёлок Бочкарёво                 | 2                             | ↘1908            | 75,45         |
| 6        | Верх-Мильтюшинский сельсовет | село Верх-Мильтюши                | 6                             | ↘1687            | 411,89        |
| 7        | Искровский сельсовет         | железнодорожный разъезд Искра     | 7                             | ↘1679            | 271,53        |
| 8        | Карасёвский сельсовет        | село Карасёво                     | 3                             | ↘1634            | 267,20        |
| 9        | Майский сельсовет            | посёлок Майский                   | 6                             | ↘2984            | 277,68        |
| 10       | Медведский сельсовет         | село Медведское                   | 3                             | ↘1636            | 231,37        |
| 11       | Огнево-Заимковский сельсовет | село Огнева Заимка                | 5                             | ↘1400            | 358,65        |
| 12       | Пятилетский сельсовет        | посёлок Пятилетка                 | 4                             | ↘1171            | 136,50        |
| 13       | Татарский сельсовет          | село Листвянка                    | 2                             | ↗559             | 167,51        |
| 14       | Шурыгинский сельсовет        | село Шурыгино                     | 2                             | ↘1122            | 192,01        |

## Населённые пункты
В Черепановском районе 49 населённых пунктов.
| №  | Населённый пункт | Тип                     | Население | Муниципальное образование    |
| -- | ---------------- | ----------------------- | --------- | ---------------------------- |
| 1  | Бариново         | посёлок                 | ↘184      | Майский сельсовет            |
| 2  | Безменово        | железнодорожная станция | ↘2114     | Безменовский сельсовет       |
| 3  | Безменово        | посёлок                 | ↘155      | Искровский сельсовет         |
| 4  | Бобровицкий      | посёлок                 | ↗8        | Верх-Мильтюшинский сельсовет |
| 5  | Бочкарёво        | посёлок                 | ↘641      | Бочкарёвский сельсовет       |
| 6  | Бураново         | село                    | ↘312      | Огнево-Заимковский сельсовет |
| 7  | Верх-Мильтюши    | село                    | ↘995      | Верх-Мильтюшинский сельсовет |
| 8  | Виноград         | посёлок                 | ↘242      | Шурыгинский сельсовет        |
| 9  | Высокая Поляна   | посёлок                 | ↘112      | Медведский сельсовет         |
| 10 | Грибной          | посёлок                 | ↘332      | Пятилетский сельсовет        |
| 11 | Дорогина Заимка  | село                    | ↘366      | рабочий посёлок Посевная     |
| 12 | Дорогино         | рабочий посёлок         | ↗4163     | рабочий посёлок Дорогино     |
| 13 | Еловкино         | посёлок                 | ↘200      | Безменовский сельсовет       |
| 14 | Запрудный        | посёлок                 | ↘118      | рабочий посёлок Посевная     |
| 15 | Зимовье          | посёлок                 | ↘495      | Искровский сельсовет         |
| 16 | Инской           | посёлок                 | ↘185      | Пятилетский сельсовет        |
| 17 | Искра            | железнодорожный разъезд | ↘4        | Искровский сельсовет         |
| 18 | Искра            | посёлок                 | ↘885      | Искровский сельсовет         |
| 19 | Карагужево       | село                    | ↘235      | Майский сельсовет            |
| 20 | Карасёво         | село                    | ↘948      | Карасёвский сельсовет        |
| 21 | Крутишка         | село                    | ↘565      | Майский сельсовет            |
| 22 | Куриловка        | село                    | ↘376      | Верх-Мильтюшинский сельсовет |
| 23 | Листвянка        | село                    | ↘538      | Татарский сельсовет          |
| 24 | Лихановский      | посёлок                 | ↘112      | Огнево-Заимковский сельсовет |
| 25 | Майский          | посёлок                 | ↘1072     | Майский сельсовет            |
| 26 | Медведское       | село                    | ↘1548     | Медведский сельсовет         |
| 27 | Нововоскресенка  | деревня                 | ↘530      | Карасёвский сельсовет        |
| 28 | Новошмаково      | село                    | ↘125      | Огнево-Заимковский сельсовет |
| 29 | Огнева Заимка    | село                    | ↘927      | Огнево-Заимковский сельсовет |
| 30 | Отважный         | посёлок                 | ↘211      | Майский сельсовет            |
| 31 | Падун            | посёлок                 | ↘63       | Медведский сельсовет         |
| 32 | Посевная         | рабочий посёлок         | ↗4657     | рабочий посёлок Посевная     |
| 33 | Привольный       | посёлок                 | ↘290      | Безменовский сельсовет       |
| 34 | Пригородный      | посёлок                 | ↘28       | Пятилетский сельсовет        |
| 35 | Пушной           | посёлок                 | ↘1315     | Бочкарёвский сельсовет       |
| 36 | Пятилетка        | посёлок                 | ↘665      | Пятилетский сельсовет        |
| 37 | Романово         | село                    | ↘148      | Искровский сельсовет         |
| 38 | Семёновский      | посёлок                 | ↘182      | Верх-Мильтюшинский сельсовет |
| 39 | Сибиряк          | посёлок                 | ↘101      | Верх-Мильтюшинский сельсовет |
| 40 | Спутник          | посёлок                 | ↘122      | Искровский сельсовет         |
| 41 | Сушзавод         | посёлок                 | ↘19       | Искровский сельсовет         |
| 42 | Татарка          | село                    | ↘64       | Татарский сельсовет          |
| 43 | Украинка         | село                    | ↗114      | Верх-Мильтюшинский сельсовет |
| 44 | Чащино           | село                    | ↘120      | Карасёвский сельсовет        |
| 45 | Черепаново       | город                   | ↗19 900   | город Черепаново             |
| 46 | Шурыгино         | село                    | ↘978      | Шурыгинский сельсовет        |
| 47 | Южный            | посёлок                 | ↘366      | Безменовский сельсовет       |
| 48 | Ярки             | село                    | ↘704      | Майский сельсовет            |
| 49 | Ясная Поляна     | село                    | ↘142      | Огнево-Заимковский сельсовет |

## Экономика

### Промышленность
Главными промышленными предприятиями района являются ОАО «Черепановский завод строительных материалов», ОАО «Мясокомбинат», ООО «Посевнинский завод спецтехники», ЗАО «Дорогинский кирпич», ЗАО «Черепановскферммаш».
За I полугодие 2012 года объём отгруженной продукции промышленными предприятиями района составил 1494,6 млн руб., что в сопоставимой оценке к уровню 2011 года составляет 110,3 % и 56,2 % от объёма, предусмотренного планом социально-экономического развития на 2012 год. Предприятиями района произведено 6,8 тыс. тонн мяса и мясопродуктов, 301 тонна колбасных изделий, 50 млн штук кирпича, 343 тыс. штук санстройизделий, 184 тонны хлебобулочных изделий, 8,6 тыс. тонн крупы гречневой, 81 автоцистерна.

### Сельское хозяйство
Сельскохозяйственным производством занимаются 15 акционерных обществ, ассоциация крестьянских хозяйств, 2 сельскохозяйственных кооператива, 230 фермерских хозяйств. В сельском хозяйстве занято 16 % всех работающих. Основная специализация сельскохозяйственных предприятий — производство зерна, молока.

## Строительство, транспорт
По территории района проходит железнодорожная магистраль «Новосибирск—Барнаул», федеральная автомобильная трасса М52 «Чуйский тракт» Новосибирск—Ташанта. Протяжённость автомобильных дорог — 278,2 км, из них с твёрдым покрытием — 278,2 км.

## Люди, связанные с районом
Герои Советского Союза:
- Баринов Иван Михайлович (1922—1944), ст.лейтенант;
- Литвинов Василий Михайлович (1922—1974), гвардии ст.сержант;
- Матвеев Фёдор Иванович (1923—1979), капитан 1-го ранга;
- Никитенко Николай Михайлович (1922—1978), мл.лейтенант;
- Подкопаев Степан Иванович (1898—1979), ефрейтор;
- Романов Александр Георгиевич (1912—1938), лейтенант;
- Серёдкин Евгений Александрович (1922—1970), капитан;
- Скоков Иван Андреевич (1923—1972), ст.сержант;
- Спиряков Иван Фёдорович (1915—1940), лейтенант;
- Цыцаркин Александр Николаевич (1923—1945), ст.лейтенант;
- Чумак Владимир Семёнович (1926—1978), гвардии ефрейтор;
- Шахматов Семён Семёнович (1915—1981), лейтенант.

## Достопримечательности
Гостям Черепановского района есть, на что обратить внимание.

### Природные богатства
- Государственный природный заказник регионального значения «Инской» (площадь — 8 925,5 га)[24];

### Памятные места
- Мемориал памяти поэтессы Т. Снежиной и её жениха С. Бугаева
- Поклонный крест на въезде в Черепаново;
- Аллея Памяти героев-черепановцев;
- Монумент Славы.

### Памятники истории
- Водонапорная башня, 1914 г.;
- Памятник Паровозу Л-3618;
- Мужской монастырь в честь Всех Святых в земле Сибирской просиявших;
- Храм святителя Алексия, 1914 г.;
- Церковь Симеона Верхотурского, 2001 г.;
- Здание школы № 3 (бывш. № 80), 1937 г., в военные годы служило госпиталем;
- Здание администрации Черепановского района и г. Черепаново, 1938 г.;
- Здание бывшей железнодорожной семилетней школы, где учился Герой Советского Союза А. Н. Цыцаркин;
- Памятник партизанам, погибшим в боях с колчаковцами во время гражданской войны летом 1919 г.;
- Памятник воинам, павшим на фронтах Великой Отечественной войны;
- Памятник выпускникам 1941 года школы № 80(ныне № 3), погибшим в годы Великой Отечественной войны;
- Бюст Героя Советского Союза Спирякова Ивана Федоровича;
- Памятник воинам-интернационалистам и погибшим в локальных войнах;
- Памятник В. И. Ленину;
- Парк скульптур малых форм;
- Памятник «Гимн железной дороге»;
- 10 фонтанов.